# باري فيرغسون
باري فيرغسون (بالإنجليزية: Barry Ferguson)‏ (مواليد 2 فبراير 1978 في غلاسكو - إسكتلندا) لاعب كرة قدم إسكتلندي يلعب حاليا لصالح نادي الدرجة الممتازة برمنغهام سيتي الإنجليزي منذ 2009 في مركز الوسط المحوري.

## مسيرته الكروية
لعب باري فيرغسون خلال مسيرته الاحترافية مع 6 أندية في اثنين وعشرين موسمًا وسجل خلالها 47 هدفًا ضمن 485 مباراة. حيث فاز في ستة مواسم بالكأس وفي ستة مواسم بالدوري.
خاض باري فيرغسون مسيرته مع نادي رينجرز في موسم 1996–97 في المرة الأولى ليلعب معه ثمانية مواسم ثم في موسم 2004–05 ليلعب معه خمسة مواسم، مشاركًا طوالها في 290 مباراة سجل خلالها 43 هدفًا. ثم انتقل إلى نادي بلاكبيرن روفرز في موسم 2003–04 ولمدة موسمين، حيث شارك في 36 مباراة سجل خلالها 3 أهداف. لينتقل بعدها إلى نادي برمنغهام سيتي في موسم 2009–10 ولمدة موسمين، مشاركًا في 72 مباراة ولم يسجل أي هدف. ثم انتقل إلى نادي بلاكبول في موسم 2011–12 في المرة الأولى ولمدة موسمين ثم في موسم 2013–14 لمدة موسم واحد، مشاركًا طوالها في 80 مباراة سجل خلالها هدفًا واحدًا. هذا وانتقل لاحقًا إلى فليتوود تاون في موسم 2012–13 لمدة موسم واحد، مشاركًا في 6 مباريات ولم يسجل أي هدف. ثم انتقل بعدها إلى نادي كلايد في موسم 2014–15 لمدة موسم واحد، مشاركًا في مباراة ولم يسجل أي هدف أيضًا.

## روابط خارجية
- باري فيرغسون على موقع الاتحاد الدولي (مؤرشف)  (الإنجليزية)
- باري فيرغسون على موقع الاتحاد الأوربي (الإنجليزية)
- باري فيرغسون على موقع الاتحاد الإسكتلندي (الإنجليزية)
- باري فيرغسون على موقع قاعدة بيانات كرة القدم.إي يو (الإنجليزية)
- باري فيرغسون على موقع ناشيونال فوتبول تيمز (الإنجليزية)
- باري فيرغسون على موقع Soccerbase.com (لاعب) (الإنجليزية)
- باري فيرغسون على موقع Soccerway.com (الإنجليزية)
- باري فيرغسون على موقع عالم كرة القدم.نت (الإنجليزية)